# Torre i jardins de Vil·la Cecília i Amèlia
La Torre i jardins de Vil·la Cecília i Vil·la Amèlia és un conjunt de Sarrià (Barcelona) inclòs en l'Inventari del Patrimoni Arquitectònic de Catalunya.

## Història

### Vil·la Cecília
El 1909, Eduard Balcells i Guille, i els germans Robert, Frederic. Adela, Josefina, Carolina i Trinitat Guille i Moreu, com a hereus de Teresa Maymir i Planas, vengueren a l'empresari madrileny Eduardo Conde y Jiménez (fundador dels magatzems El Siglo) una finca situada al carrer de l'Estrella (actualment Eduardo Conde) per 83.500 pessetes. Conde va fer enderrocar la casa que hi havia i va fer construir una de nova, segons el projecte del seu gendre, l'arquitecte Leocadio Olabarría. Inicialment de dues plantes, es va anomenar Vil·la Cecília pel nom de la seva dona, Cecília Gómez del Olmo, tot i que popularment era coneguda com a Cal Noyu.
Conde va morir el 27 de març del 1914 i la finca va passar a mans de la seva filla Josepa Conde i Goméz del Olmo, casada amb Olabarría. Aquell mateix any se'n afegir el segon pis.
El 1920, Josepa Conde i Elena Girona van demanar permís per a reconstruir 10 metres de la tanca del carrer de Santa Rosa (actualment Cardenal Vives i Tutó).
Gràcies a la lluïta de l'Associació de Veïns de Sarrià, el 1978 es va aprovar l'ordenació de l'illa limitada pels carrers del Cardenal Vives i Tutó, Riu de l'Or, Santa Amèlia, Eduardo Conde i Trinquet, que preveïa l'edificació de dos blocs d'habitatges als dos primers i la cessió de la resta per a parc públic i vials, destinant la torre de Vil·la Cecília a centre cívic, inaugurat el 28 de gener del 1983. Tanmateix, uns problemes estructurals al terrat van obligar-ne al tancament el setembre del 1984, i el 4 de setembre del 1986 se'n celebrà la inauguració definitiva, juntament amb la dels jardins.

### Vil·la Amèlia

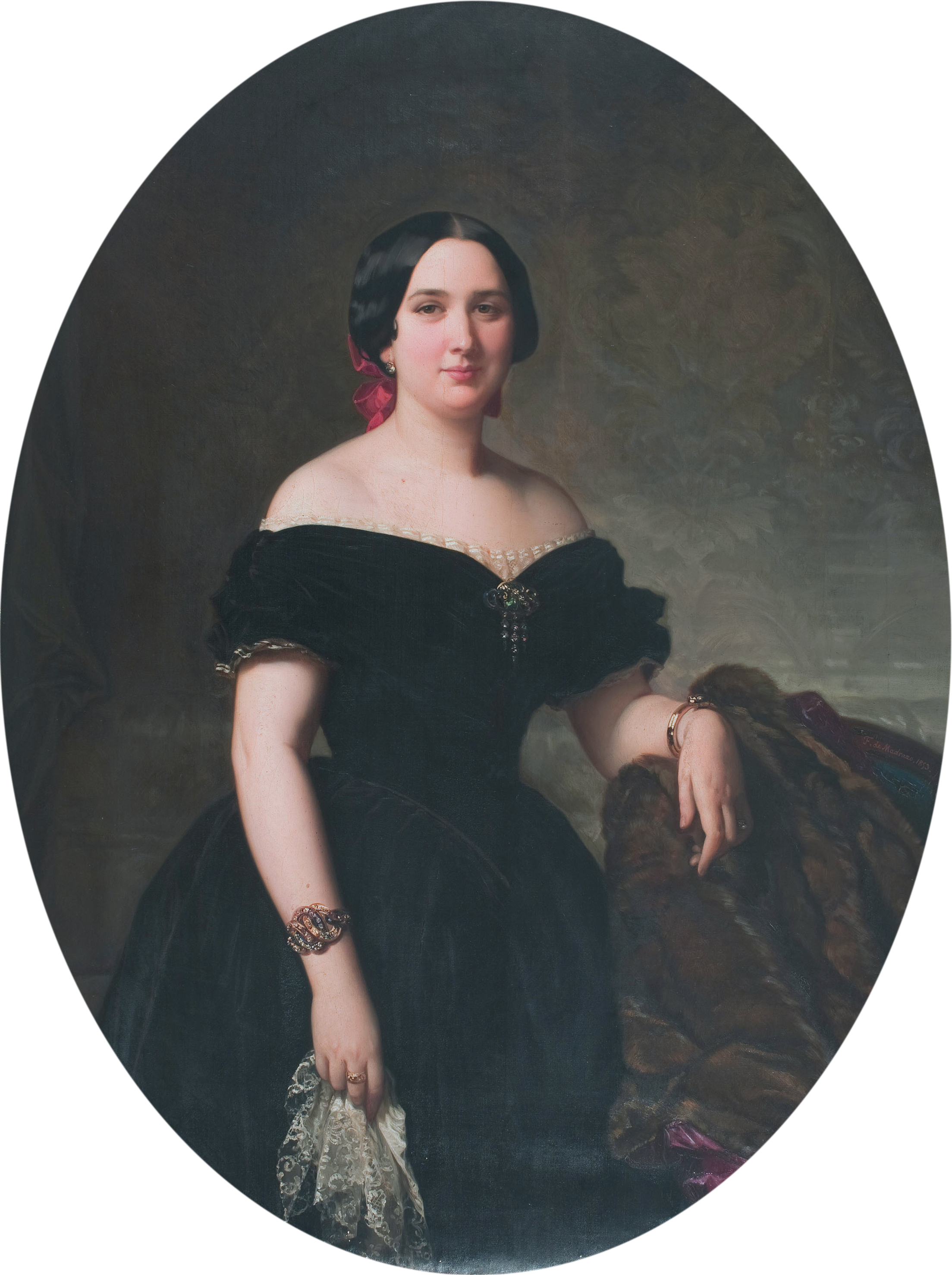
Retrat d'Amèlia de Vilanova i Nadal (1853)

El 1861, Ignasi Girona i Agrafel va adquirir una finca a l'hisendat de Manresa Joaquim Torrents i Fuster, i poc després, una altra contigua a l'anterior a Manuel Cuyàs i Negrevernís, com apoderat de la seva mare Teresa Negrevernís, vídua de Joaquim Cuyàs. El 1862, completà els seus dominis a Sarrià amb l'adquisició d'una franja de terreny segregada de la finca de Can Mantega. Tot seguit, encarregà al mestre d'obres i contractista d'obres Andreu Marí i Valls l'enderrocament de les construccions existents i la construcció d'una casa gran amb edificis annexos. Les obres s'acabaren el maig del 1864, i la torre rebé el nom de Vil·la Amèlia en honor de la seva dona Amèlia de Vilanova i Nadal.
Ignasi Girona va morir el 30 d'agost del 1889, deixant la seva vídua com a usufructuària i els seus fills Ignasi, Joan, Maria i Elena Girona i de Vilanova com a hereus. Amèlia de Vilanova va morir el 20 d'abril del 1904, i el 1905, els seus fills van adjudicar la finca a Elena, casada amb Joaquim Folch i Solà. Aquesta va morir el 15 d'agost del 1933, i la finca, gravada amb una hipoteca de 250.000 pessetes, fou subhastada i adquirida el 1935 per Josep Fradera i Camps per 216.500 pessetes. Aquest va morir el 13 d'octubre del 1939, i la propietat passà a mans dels seus fills Maria, Joan, Josep, Carolina, Lluís Carles i Santiago Fradera i Butsems.
El 1968, l'Ajuntament de Barcelona va acordar l'expropiació als germans Fradera i Butsems i la societat Ciments Fradera de la part de la finca de Vi·la Amèlia destinada a zona verda (23.900 m²) i vials (5.235 m²), d'acord amb l'Ordenació de la superilla limitada pels carrers de Santa Amèlia, Capità Arenas, passeig de Manuel Girona, i carrers d'Eduardo Conde, Farmacèutic Carbonell i Ifni, aprovada el 1961 i que incloïa també Can Raspall.

## Descripció

### Torre de Vil·la Cecília
La torre, de traça romàntica i senyorial, està formada per diferents cossos amb una gran escalinata que permet l'accés a la residència. Completen la façana una tribuna de dos pisos i amplis finestrals. L'interior ha estat modificat per a acollir el Centre Cívic de Sarrià, amb sala d'exposicions, biblioteca, cafè i altres dependències d'ús públic.

### Jardins de Vil·la Cecília
Els jardins que envolten la torre van ser inaugurats el 1986 segons el projecte dels arquitectes Josep Antoni Martínez Lapeña i Elies Torres, que van rebre el premi FAD d'arquitectura. D'estil postmodern, van ser concebuts com una mena de laberint ple d'elements i racons que sorprenen el visitant. Amb la intencionalitat d'acostar-se a una obra d'art total, incorpora elements de mobiliari urbà com els bancs, semblants a grans patins de vius colors, i els fanals, amb formes semblants a arbres. El conjunt queda tancat per un mur de pedra, que dona al jardí un caràcter privat mitjançant arbres i tanques vegetals a les voreres.
A l'entrada pel carrer de Santa Amèlia hi ha una reixa metàl·lica que imita les fulles d'un ginkgo, i al seu costat es troba una làmina d'aigua disposada paral·lelament al carrer, al centre de la qual se situa l'escultura Ofèlia ofegada, de Francisco López Hernández (1964), en al·lusió a l'Ofèlia de Hamlet de Shakespeare. Els camins i graons estan delimitats amb marges blancs, i el recinte acull també una ludoteca, una pista de patinatge, àrees infantils i pistes de petanca.
Entre les espècies presents als jardins es troben: el pi blanc (Pinus halepensis), el pi pinyer (Pinus pinea), el xiprer (Cupressus sempervirens), la palmera canària (Phoenix canariensis), el plàtan (Platanus x hispanica), el til·ler (Tilia x europaea), el cedre (Cedrus deodara), el fals pebrer (Schinus molle), l'om de Sibèria (Ulmus pumila), l'ailant (Ailanthus altissima) i el llorer (Laurus nobilis).

### Jardins de Vil·la Amèlia
Els jardins de Vil·la Amèlia van ser reformats el 1970 per Joaquim Maria Casamor, director de Parcs i Jardins entre el 1968 i 1986, que va respectar el traçat sinuós dels camins i els grans parterres de forma irregular del jardí preexistent, decorats amb una gran varietat de flors i arbres. Tot i així, va fer instal·lar un estany circular, en el centre del qual hi ha l'escultura de bronze Dríade de Ricard Sala. Al costat de l'estany hi ha un promontori que fa de mirador, antigament una cascada, envoltat de xiprers. Al costat d'un passeig de palmeres es troba l'estàtua L'encantador de serps de Jules Anthone (1887), comprada per l'Ajuntament a l'Exposició de Belles Arts de 1898. Hi havia des de la seva inauguració una altra estàtua, un nu femení de Jaume Martrús, que va ser retirada després de patir un acte vandàlic. Hi ha també un promontori de terra amb pins blancs, i una àrea de jocs infantils vorejada d'arbres de l'amor.
Als jardins hi ha diversos arbres catalogats com a arbres d'interès local: un plàtan d'ombra (Platanus hispanica) que no ha patit cap poda, i un eucaliptus (Eucalyptus globulus) al costat de l'estany; un fals pebrer o pebrer bord (Schinus molle) a l'entrada; quinze palmeres canàries (Phoenix canariensis) arrenglerades a banda i banda del camí principal. També s'hi troben altres espècies: l'acàcia del Japó (Sophora japonica), el til·ler (Tilia X europaea i Tilia tomentosa), el cedre (Cedrus libani, Cedrus atlantica i Cedrus deodara), el xiprer (Cupressus glabra, Cupressus macrocarpa i Cupressus sempervirens), la xicranda (Jacaranda mimosifolia), la tipuana (Tipuana tipu), l'arbre de l'amor (Cercis siliquastrum), la magnòlia (Magnolia grandiflora), l'alzina (Quercus ilex), el pi pinyer i pi blanc (Pinus pinea i Pinus halepensis), i el margalló (Chamaerops humilis).

## Galeria

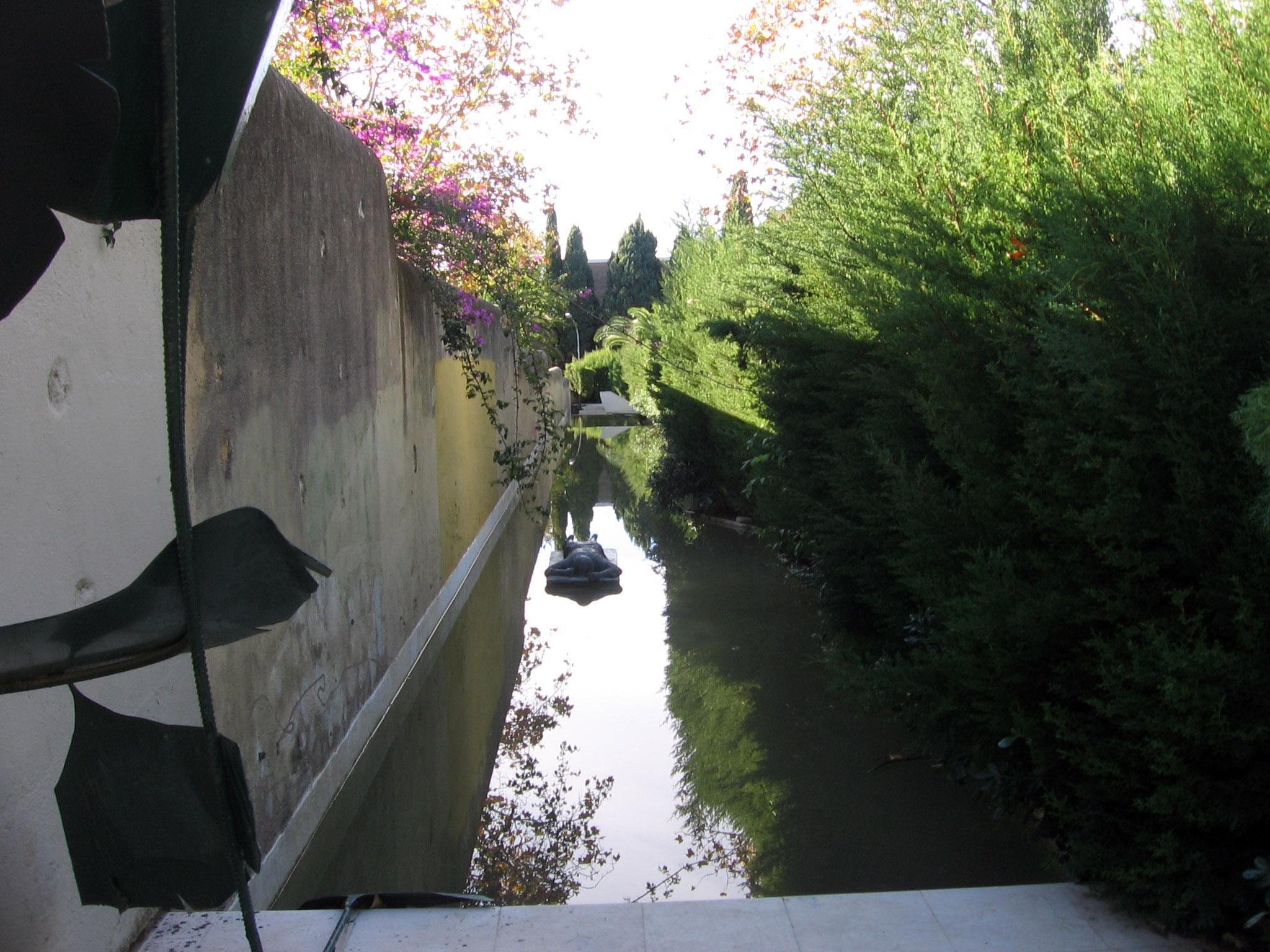
Làmina d'aigua i mur de tanca
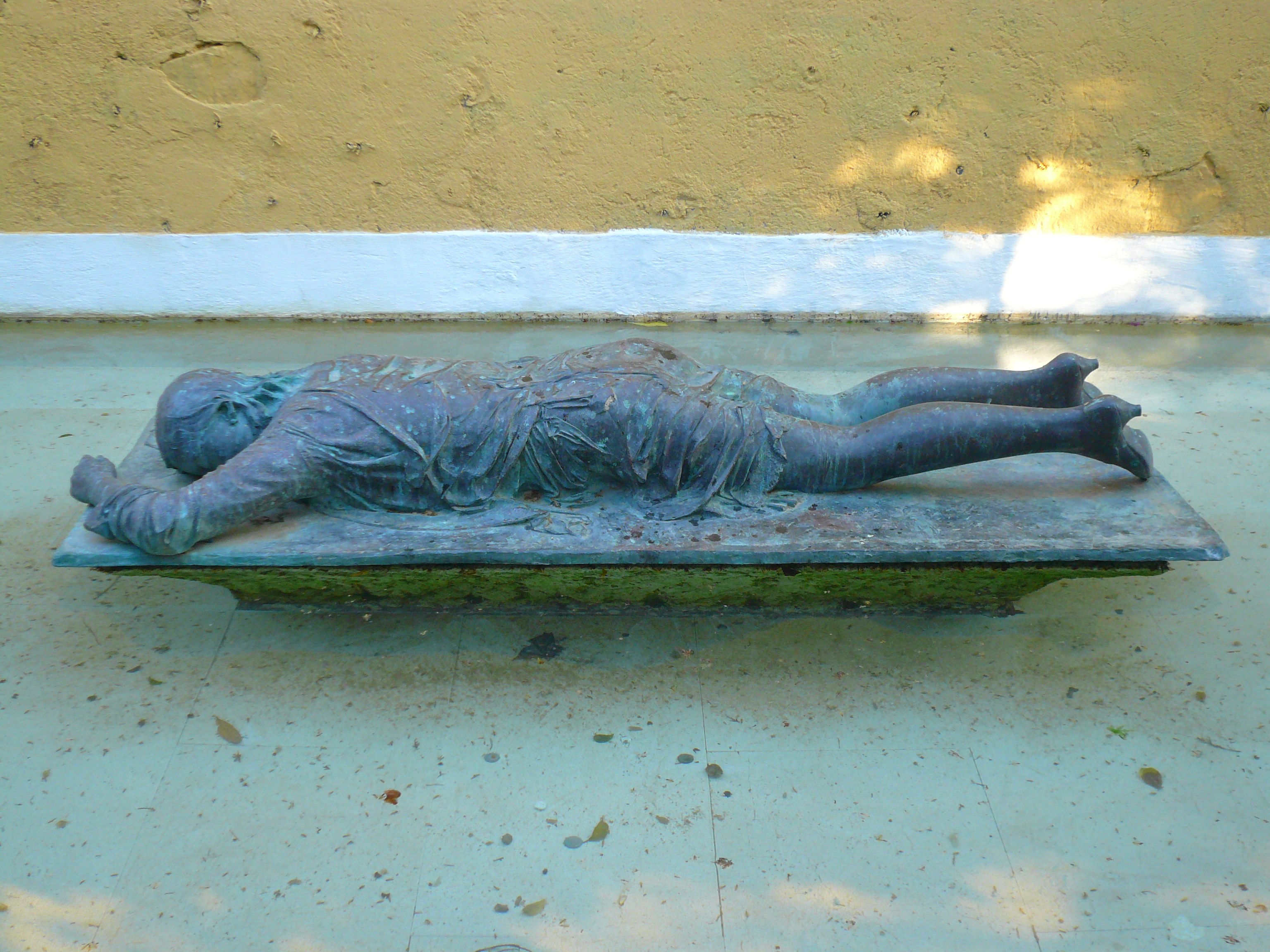
Ofèlia ofegada, de Francisco López Hernández (1964)
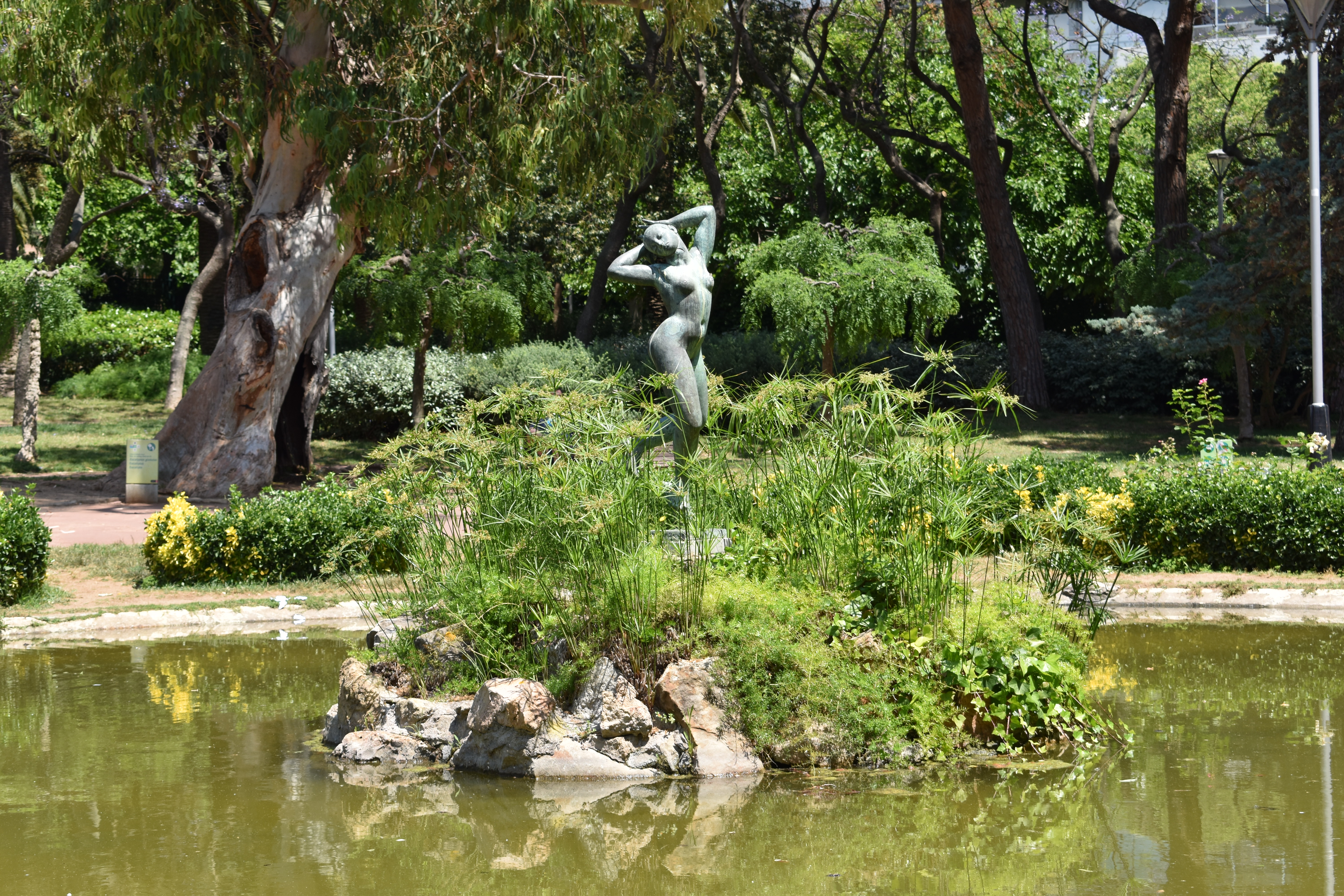
Dríade, de Ricard Sala i Olivella (1970)
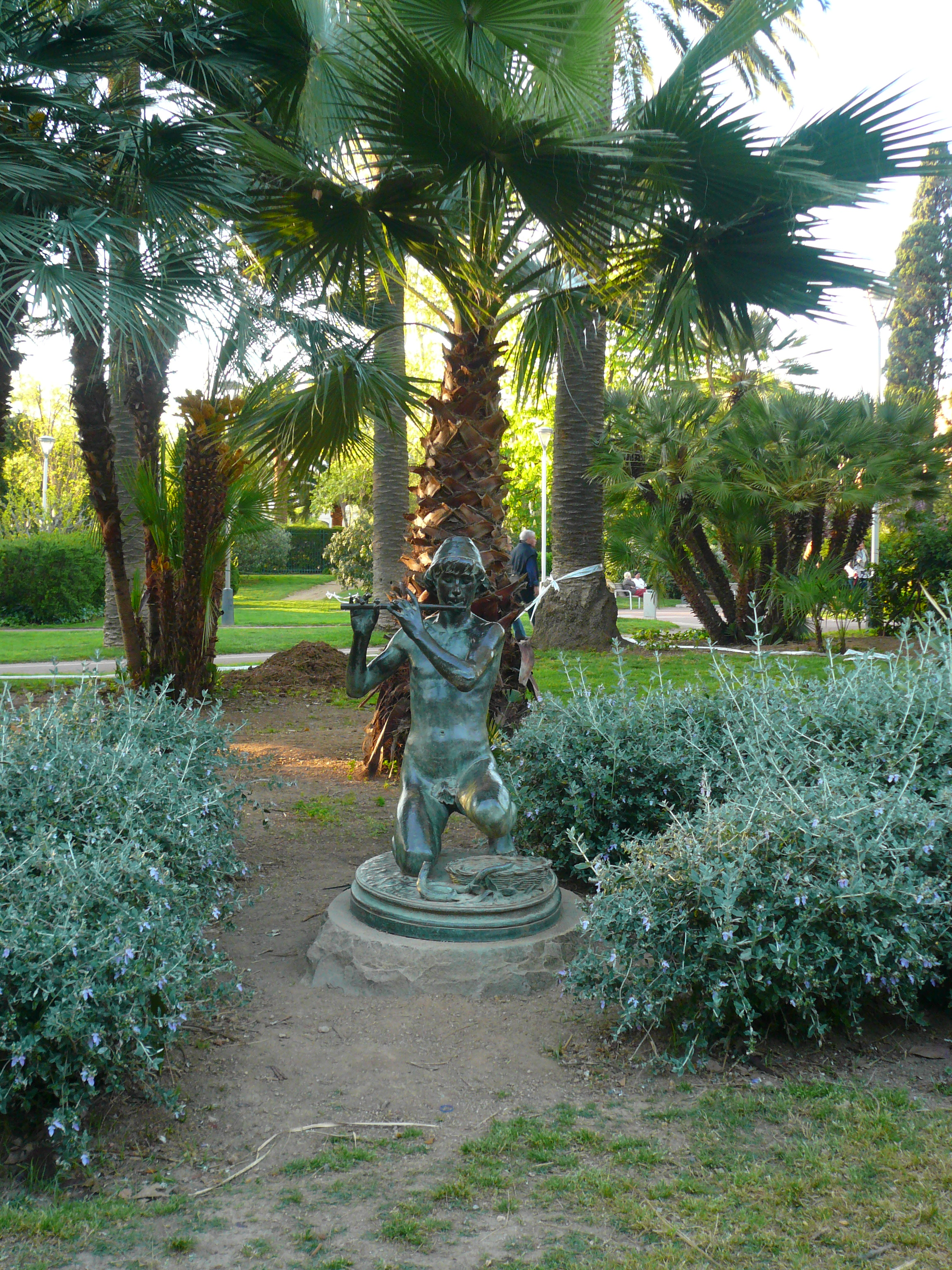
L'encantador de serps, de Jules Anthone (1887)